# Motorenfabrik Oberursel

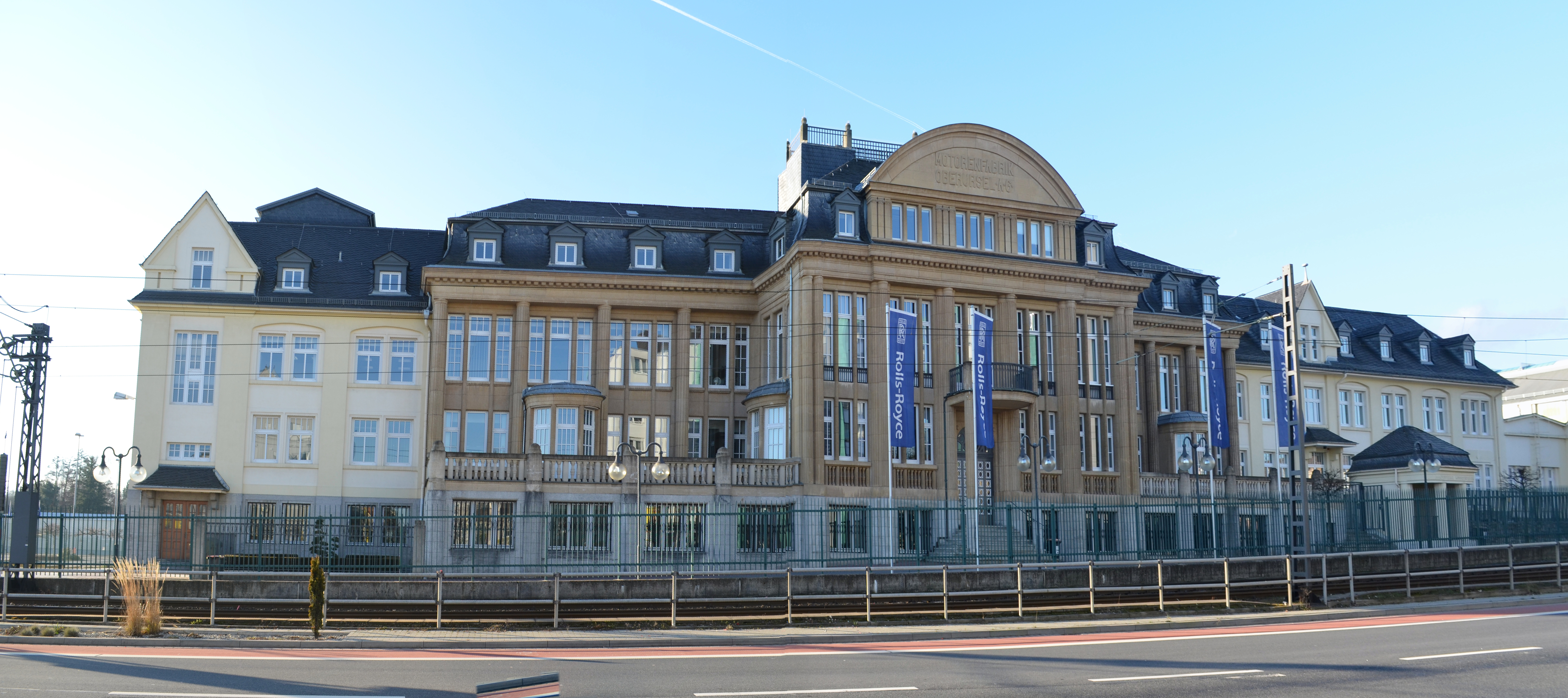
Bâtiment principal de Motorenfabrik Oberursel en 2013.

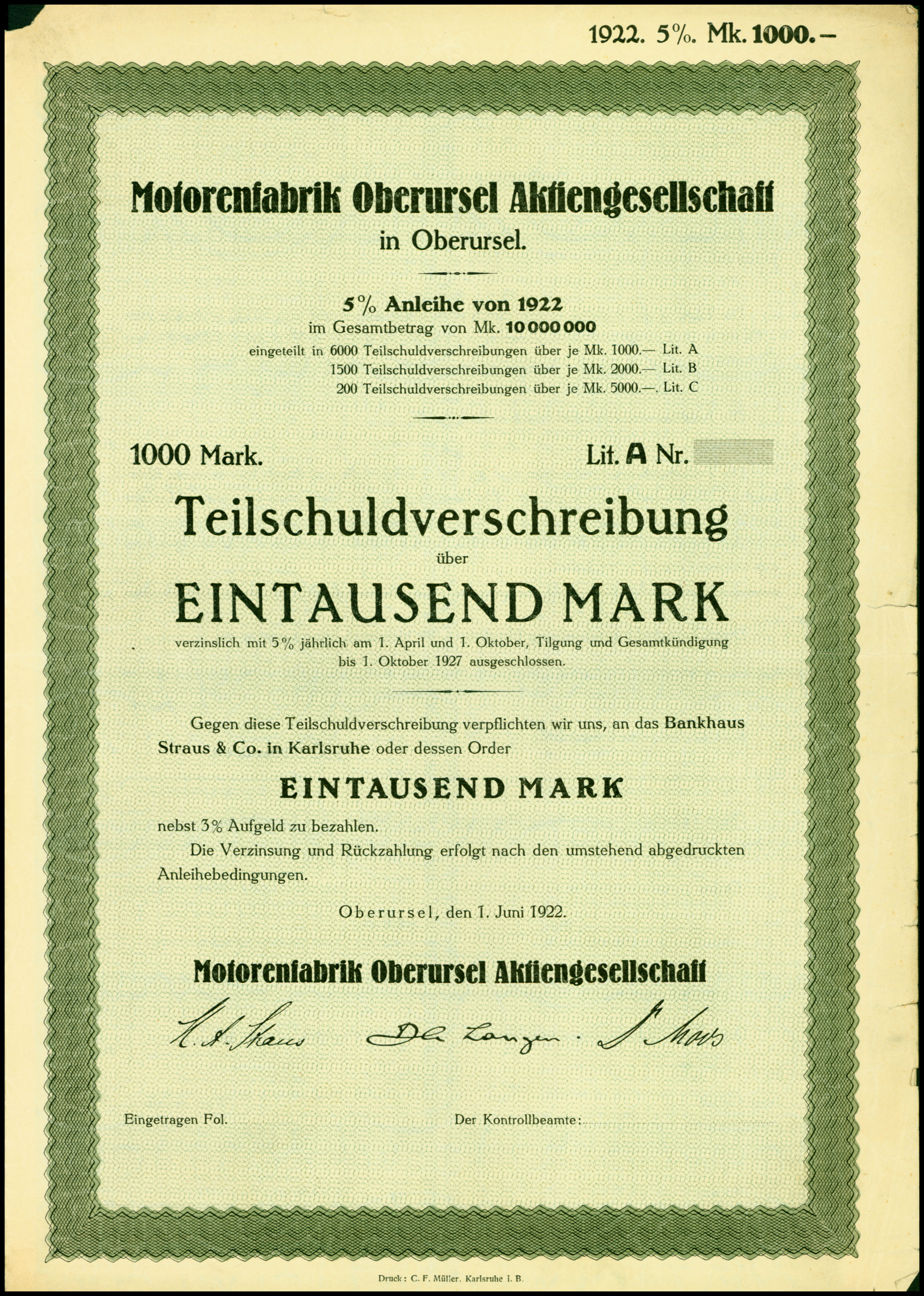
Obligation de la Motorenfabrik Oberusel AG en date du 1. Juin 1922

Motorenfabrik Oberursel AG était un fabricant allemand de moteurs pour l'automobile, le chemin de fer et l'aviation.

## Histoire
La société fut fondée en 1892 par l'ingénieur Wilhelm Seck à Oberursel dans la Hesse. (Oberursel est aujourd'hui la banlieue Nord-Ouest de Francfort-sur-le-Main). Elle a ensuite fusionné avec d'autres entreprises allemandes :
- la Deutz AG en 1921 ;
- Humboldt-Deutz Motoren en 1930 ;
- Klöcknerwerken en 1938.

### Post Seconde Guerre mondiale
En 1946 les usines d'Oberursel furent utilisées pour l'entretien de tanks et camions par l'US army.
En 1956 elles furent restituées à Klöckner-Humboldt-Deutz, et utilisées essentiellement pour le développement et la production de turbines à gaz pendant 20 ans, notamment sous licence. En 1980 l'entreprise fut renommée KHD Luftfahrttechnik GmbH.
En 1990 la compagnie fut vendue à BMW Rolls-Royce, qui décida de produire à Oberursel un moteur moderne pour le "small end" du marché de l'aviation, et développa la famille Rolls-Royce BR700 en 1991. Ce moteur a équipé de nombreux avions, y compris les Bombardier, Gulfstream V et Boeing 717.
Motorenfabrik Oberursel appartient aujourd'hui à Rolls-Royce GmbH, filiale à 100 % de Rolls-Royce plc. (Rolls-Royce plc est depuis des années séparée des automobiles Rolls, depuis le rachat de la marque automobile Rolls-Royce par BMW. Cf. Rolls-Royce Motor Cars Ltd).